# Левченко Ігор Вікторович
Ігор Вікторович Левченко — молодший сержант Збройних Сил України, відзначився у ході російського вторгнення в Україну, учасник російсько-української війни, Герой України (2022).

## Життєпис
Ігор Левченко — уродженець Ромоданівської селищної територіальної громади на Полтавщині. 
З початком повномасштабного російського вторгнення в Україну з березня 2022 року бере участь у відсічі збройній агресії РФ. 
У червні 2022 року під час бою з окупантами на Харківщині уміло керував діями танкового екіпажу, постійно здійснював вогневий вплив на противника, навіть коли було уражено ходову частину його танка. Ігор Левченко, ризикуючи власним життям відкрив люк бойової машини та, стріляючи з автомата змусив групу піхоти противника відійти. Після цього танк вдалося вивести на проміжний рубіж, зберігши, таким чином, життя екіпажу й саму машину.
19 січня 2024 року під час церемонії у Маріїнському палаці Президент України Володимир Зеленський вручив 30 сертифікатів на отримання квартир військовослужбовцям Сил оборони, яким присвоєно звання Героя України, та родинам полеглих Героїв; один із сертифікатів було вручено молодшому сержанту Ігорю Левченку. 

## Нагороди
- Звання Герой України з врученням ордена «Золота Зірка» (11 грудня 2022) — за особисту мужність і героїзм, виявлені у захисті державного суверенітету та територіальної цілісності України, вірність військовій присязі[5]